# Feliks Radwański (1756–1826)

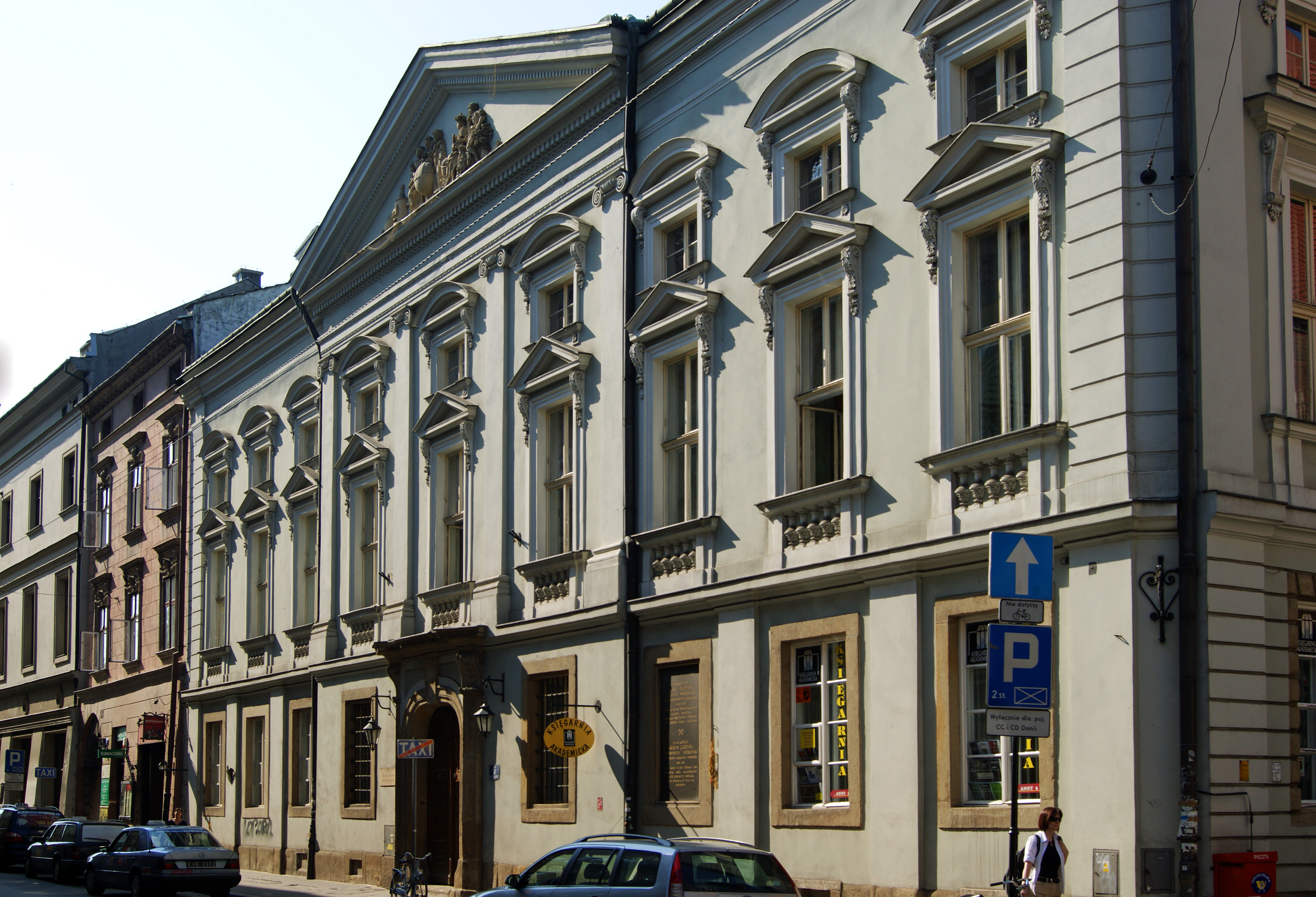
Uniwersytet Jagielloński Collegium Phisicum,
Kraków ul. św. Anny 6, zbudowane w latach 1786–1791.

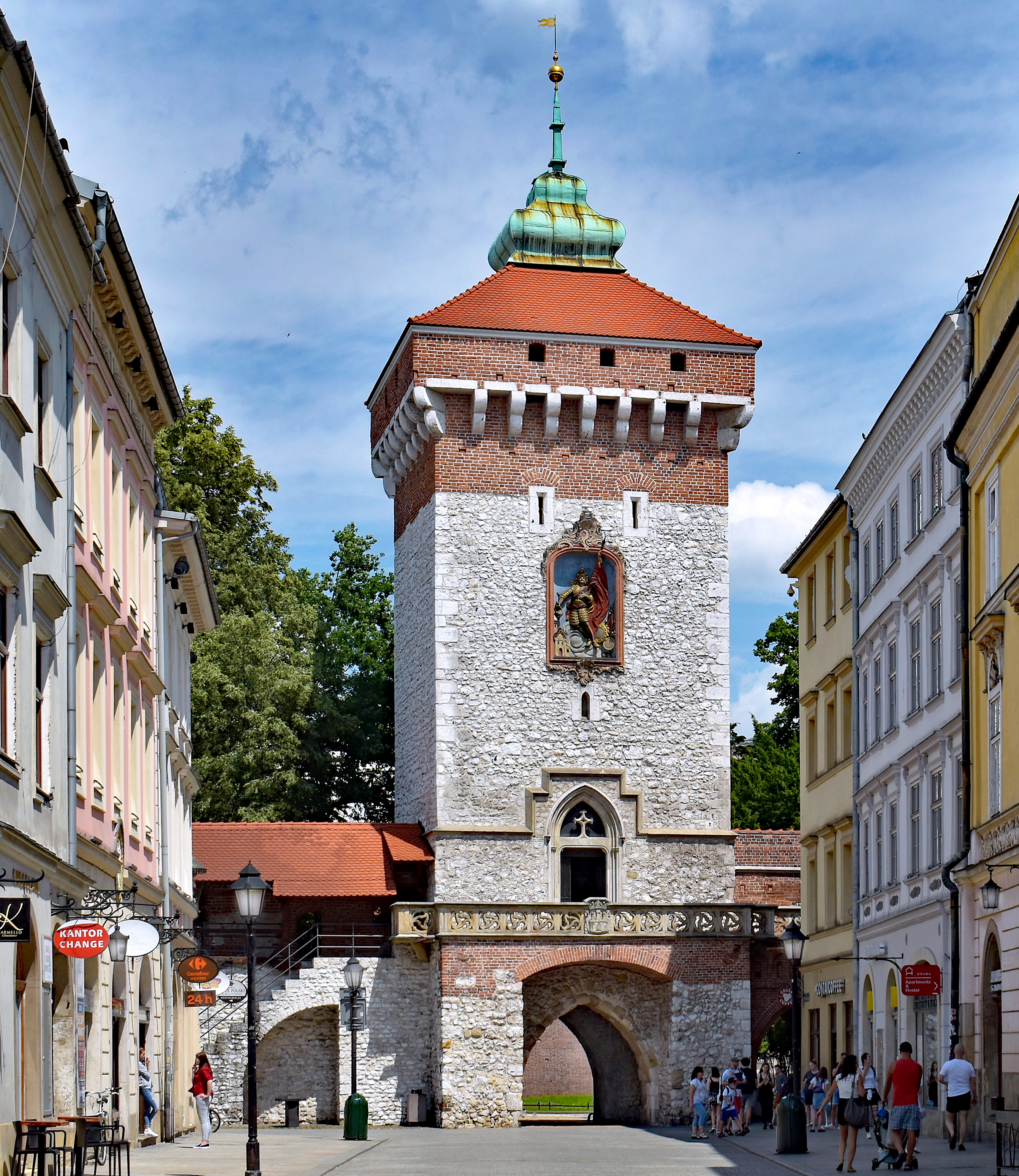
Brama Floriańska uratowana przez Feliksa Radwańskiego przed zburzeniem w 1817

Feliks Radwański ojciec (ur. 25 maja 1756 w Krakowie, zm. 23 marca 1826 tamże) – polski architekt, profesor Uniwersytetu Jagiellońskiego, senator Rzeczypospolitej Krakowskiej.

## Życiorys
Był najmłodszym synem malarza Andrzeja i Zofii z Golańskich. Wykształcenie zdobył na krakowskiej uczelni, od 1776 roku prowadził wykłady w zakresie architektury, matematyki elementarnej i mechaniki praktycznej. W latach 1783–1785 przebywał w Paryżu na stypendium naukowym, gdzie uczęszczał do Collège de France.
Po powrocie do kraju otrzymał katedrę mechaniki i hydrauliki. Jako pierwszy w Krakowie wykładał zasady działania maszyny parowej. Pełnił obowiązki architekta uczelni, z tego tytułu projektował Collegium Physicum zwane Kołłątajowskim przy ul. św. Anny oraz budował obserwatorium astronomiczne. W czasie insurekcji kościuszkowskiej należał obok Kołłątaja do komisji zarządzającej miastem i między innymi podpisywał akt kapitulacji Krakowa. W 1795 roku został obrany komisarzem dóbr akademickich i funkcję pełnił do 1805 roku, kiedy przeszedł na emeryturę w związku z germanizacyjną reorganizacją UJ.
W 1806 roku zaczął wydawać pismo „Dziennik Gospodarski Krakowski”, na łamach którego propagował konieczność unowocześniania rolnictwa przez publikowanie informacji na temat zagranicznych osiągnięć w tym zakresie. Prywatnie zakupił wieś Swoszowice, w której znajdowały się lecznicze źródła siarkowe. Wybudował tam dom zdrojowy, zaprojektował specjalną pompę do podawania wód leczniczych do łazienek. Zajmował się również publicystyką, pisał artykuły na temat aktualnej sytuacji w kraju, opowiadając się między innymi za zniesieniem poddaństwa chłopów.
W okresie Rzeczypospolitej Krakowskiej brał udział w pracach nad statutem krakowskiej uczelni, reprezentował pogląd o utrzymaniu szerokiej autonomii uczelni przy znacznym powiększeniu programu nauk o studia techniczne. Został powołany do Komisji Włościańskiej, która opracowała program oczynszowania chłopów na terenie Rzeczypospolitej Krakowskiej. Został powołany w skład Senatu Rządzącego jako dożywotni senator z ramienia uniwersytetu. Działał w różnych komisjach, które pracowały na rzecz podniesienia gospodarczego. Bliskie były mu sprawy „upięknienia Krakowa”. W toku wyburzania murów obronnych przedstawił koncepcję ochrony zabytków przy równoczesnym wykorzystaniu miejsca na tzw. plantacje, czyli Planty Krakowskie. Sam zaprojektował odcinek od ul. Siennej do ul. św. Anny. Obronił przed zburzeniem kompleks Bramy Floriańskiej, Barbakanu i przyległych trzech wież; przedstawił wtedy ich wartości historyczne i artystyczne. Senat Rządzący upoważnił Radwańskiego do podejmowania decyzji w sprawie burzenia, ewentualnie konserwacji, starych budowli. Za działalność w tym zakresie został uhonorowany tablicą dziękczynną na starym murze przy Bramie Floriańskiej. W 1818 roku po sprowadzeniu prochów Tadeusza Kościuszki zaproponował uczczenie jego pamięci przez usypanie na Górze św. Bronisławy mogiły na wzór kopców Wandy i Kraka. W opracowywaniu projektu i kosztorysu pomagał mu syn Feliks Radwański.
Z racji swego wykształcenia zajmował się zagadnieniami gospodarczymi, szczególnie interesował się górnictwem, które rozwijało się w okolicy Jaworzna. Powstawał tam ośrodek obejmujący kopalnie węgla kamiennego i galmanów (rudy cynku) oraz hutnictwo cynkowe, który był źródłem poważnych dochodów skarbu Rzeczypospolitej Krakowskiej. W ramach Senatu Rządzącego został senatorem odpowiedzialnym za ten odcinek gospodarki i z tego powodu bywał w Jaworznie kilkakrotnie. Po raz pierwszy w 1815 roku, kiedy przejmował protokolarnie kopalnie i cynkownie od urzędników byłego Księstwa Warszawskiego. Później wizytował kilkakrotnie okolicę, w 1825 roku w czasie kolejnej inspekcji zainteresował się całością spraw związanych z kształtowaniem przestrzennym okolicy. Dawna wieś Jaworzno przekształcała się w osadę robotniczą, potrzebowała nowej infrastruktury, tymczasem Radwański stwierdzał zaniedbania, a nawet poważne zagrożenia pożarowe wynikłe z chaotycznej zabudowy. Planowo zabudować ten teren pod nadzorem i z pomocą finansową czynników rządowych. Potrzebą chwili było stworzenie głównego ośrodka kształtującego się miasta, do którego prowadziłyby wszystkie drogi, a dla mieszkańców stanowiło centrum codziennego życia. To właśnie Feliks Radwański po raz pierwszy nazwał plac przed miejscowym kościołem – rynkiem. Sporządził raport w 1825 roku i uzasadnił swoją koncepcję budowy rynku – „upiększeniem wsi rządowej Jaworzno”. Nie zdążył jednak jej zrealizować, ponieważ zmarł w 1826 roku. Mimo śmierci Radwańskiego jego projekt został zaaprobowany i przez następne lata konsekwentnie realizowany.
Jedną z dziedzin działalności były prace związane z nowoczesną organizacją górnictwa. Senator Radwański chciał zorganizować odpowiednie służby do nadzoru i bieżącej kontroli wszelkiej działalności górniczej. W tym czasie obowiązywały w Europie dwa wzorce postępowania – jeden przyznawał całość naturalnych bogactw skarbowi państwa, w drugim taka własność należała do posiadacza gruntu bez odpłatności na rzecz skarbu. Radwański wypracował sposób pośredni, w swoim projekcie prawa górniczego proponował niewielką opłatę prywatnym właścicielom za prowadzenie eksploatacji górniczej. Na trzech kolejnych sesjach sejmu, w latach 1823–1826, projekt Radwańskiego był przedmiotem dyskusji, w końcu odłożono temat wobec niemożliwości uzyskania konsensusu. Wznowienie prac sejmowych na ten temat miało miejsce w późniejszych latach, ale Radwański tego nie doczekał, ponieważ zmarł w dniu 23 marca 1826 roku w Krakowie; pochowany w podziemiach kościoła św. Anny.

## Życie prywatne
Ze związku małżeńskiego z Elżbietą Poszman, córką dyrektora krakowskiej poczty, miał czworo dzieci, w tym Feliksa, również architekta.